# Cabo de Gata (udde i Spanien)
Cabo de Gata är en udde i Spanien.   Den ligger i provinsen Provincia de Almería och regionen Andalusien, i den södra delen av landet, 400 km söder om huvudstaden Madrid. Arean ärilometer.
Terrängen inåt land är kuperad åt nordost, men norrut är den platt. Havet är nära Cabo de Gata åt sydväst.  Närmaste större samhälle är Retamar, 16,5 km nordväst om Cabo de Gata. 